# Robert Duncan (Bischof)

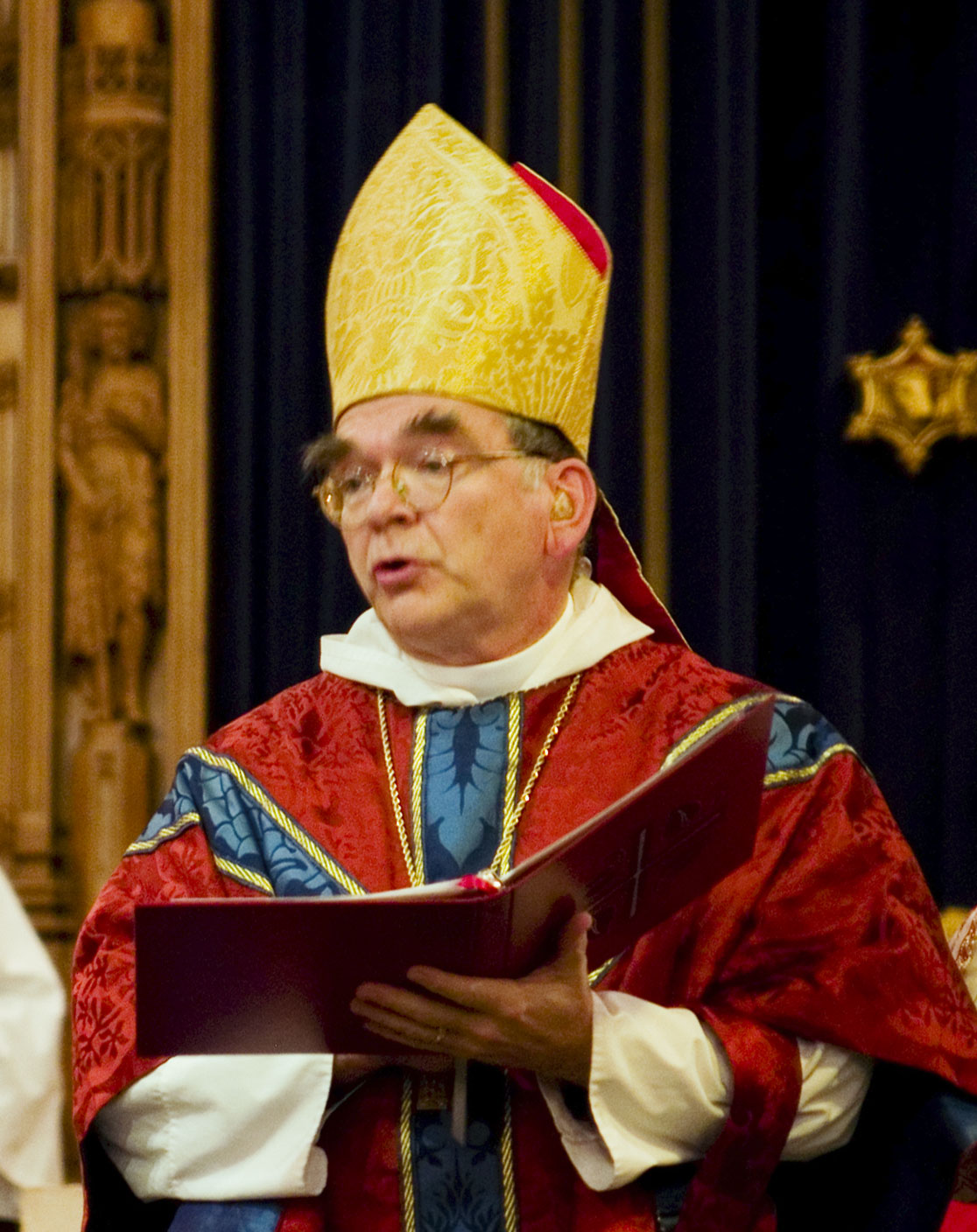
Robert Duncan

Robert William Duncan Junior (* 5. Juli 1948 in Fort Dix, Bordentown, New Jersey) ist ein amerikanischer Bischof. Er ist ehemaliger anglikanischer Bischof der Episkopalkirche der Vereinigten Staaten von Amerika. Von 2009 bis 2014 war er Primas der Anglican Church in North America (ACNA). 

## Leben
Nach dem Besuch des Bordentown Military Institute machte Robert Duncan 1970 seinen Bachelor of Arts Cum laude am Trinity College in Hartford, 1973 den Doctor und Master of Divinity honoris causa am General Theological Seminary in New York (gemeinsam mit Gene Robinson) und studierte währenddessen auch Schottische Geschichte an der University of Edinburgh. Am 22. April 1972 wurde er zum Diakon ordiniert und erhielt am 28. Oktober 1973 seine Priesterweihe. Seine ersten Anstellungen waren an der Chapel of the Intercession in New York City, an der Grace Church in Merchantville, New Jersey und kurz an der Christ Church in Edinburgh. Von 1974 bis 1978 diente er als stellvertretender Dekan am Großen Seminar. Die nächsten vier Jahre verbrachte er an der University of North Carolina at Chapel Hill als Assistant Rektor. Ab 1982 wirkte er 10 Jahre lang als Rektor der St. Thomas Pfarrei in Newark. 1990 war er Kandidat für den episkopalen Bischof von Colorado. Der konservative Bischof von Pittsburgh Alden Moinet Hathaway machte ihn 1992 zu seinem Kanoniker und Koadjutor 1995. Am 13. September 1997 wurde Duncan durch Edmond Lee Browning sowie Alden Moinet Hathaway und Peter James Lee zum Bischof geweiht und wurde als Nachfolger von Alden Moinet Hathaway zum 7. Bischof von Pittsburgh der Episkopalkirche. 
Duncan wurde schnell Kopf einer Gruppe konservativer, evangelikaler Bischöfe innerhalb der Episkopalkirche. So äußerte er Kritik an der Weihe des homosexuellen Bischofs Gene Robinson. Nach der Bestätigung der Bischofswahl von Robinson 2003, brachte Duncan als Sprecher einer Gruppe von konservativen Bischöfen und Laien sein Bedauern darüber in einer Pressekonferenz zum Ausdruck. 2004 wurde Duncan Führer des Anglican Communion Network, eine theologisch konservative Aktionsgruppe, die für eine Neuausrichtung der anglikanischen Diözesen und Pfarreien eintritt.
Am 15. Januar 2008 wurde in einem Schreiben des House of Bishops behauptet, Duncan habe die Kommunion mit der Kirche aufgegeben. In einem Brief vom 14. März bestritt Duncan die ihm zur Last gelegten Vorwürfe. Am 18. September 2008 wurde er als Bischof abgesetzt. Unmittelbar danach wurde er Bischof in der Iglesia Anglicana del Cono Sur de América. Die Mehrheit seiner Diözese Pittsburgh folgte ihrem Bischof und trat aus der Episkopalkirche der Vereinigten Staaten von Amerika aus und schloss sich der Iglesia Anglicana del Cono Sur de América an. Somit spaltete sich die Diözese Pittsburgh. Am 7. November 2008 wurde Duncan erneut zum Bischof dieser neuen Diözese Pittsburgh gewählt, die 2009 in der Anglican Church of North America aufging. Am 21. Juni 2009 wählten ihn die Bischöfe der Anglican Church in North America zum Erzbischof und Primas und damit zum Oberhaupt dieser Kirche. Er wurde am 25. Juni 2009 in der Christ Church in Plano, Texas installiert. Bei der Zeremonie waren konservative Anglikaner aus den Entwicklungsländern durch den Erzbischof Benjamin Nzimbi, der Erzbischof der afrikanischen anglikanischen Provinz Kenia, vertreten. 
Duncan heiratete am 16. August 1969 und hat mit Nara Elizabeth Dewar eine Tochter.